# Olimpiodor (filòsof aristotèlic)
Olimpiodor (grec antic: Ὀλυμπιόδωρος, llatí: Olympiodorus) fou un filòsof aristotèlic grec resident a Alexandria autor d'un comentari sobre la Meteorologica d'Aristòtil. Va descriure un cometa que es va veure l'any 565. Va ensenyar filosofia a Alexandria fins i tot després de l'extinció de l'escola neoplatònica, i volia reconciliar les idees de Plató i les d'Aristòtil.